# Croton-on-Hudson
Croton-on-Hudson è un villaggio degli Stati Uniti d'America, situato nello stato di New York, nella contea di Westchester.